# Jトラストカード
Jトラストカード（ジェイトラストカード）は、日本の金融業を営む会社。Jトラストの完全子会社である。2021年5月に商号をNexus Card株式会社（ネクサスカード）に変更している。

## 概要

### 法人としての概要

#### 国内信販
1963年4月26日、鹿児島県にて共同組合組織のチケット事業を基に、信用開発株式会社として設立。翌年、商号を鹿児島信販株式会社に変更。1978年、国内信販を合併し、国内信販株式会社となった。KCを通称とする、九州を地盤とする中堅の信販会社であった。

#### 楽天KC
2005年6月に楽天が買収し、2005年10月1日に商号を楽天KC株式会社に変更。2006年（平成18年）11月1日に吸収分割し、個品あっせん（クレジット）事業を株式会社オリエントコーポレーションに承継させ、ネット系クレジットカード会社に転換した。
クレジットカードは、親会社であった楽天との提携カードである「楽天カード」を中心に、取扱高を増やしていた。
2011年6月2日、楽天KCの親会社であった楽天が、過払い金請求の負担（長期間グレーゾーン金利で貸し付けていた国内信販時代によるものと推測される）と改正貸金業法による収益上の懸念などを理由に、楽天KCが行っている事業のうち「楽天カード」と「楽天VIP Loan Card」「楽天KCタクシーチケット」を除く全ての事業について、他のノンバンクを次々と傘下に収めた持株会社Jトラストに総額415億円で売却すると発表。楽天は、会社譲渡に際して債権放棄を行うなど、1,000億円程度の特別損失を計上した。

#### KCカード
2011年8月1日、楽天KCはクレジットカード事業のうち楽天との提携カードである「楽天カード」事業（楽天カード・楽天提携カード・楽天VIP Loan Cardなど）と「楽天KCタクシーチケット」業務について会社分割を実施し、楽天クレジットに吸収させ楽天カード株式会社へ商号変更させる。それら以外の「楽天KC提携カード」と「楽天KCカード（プロパーカード）」を含むレガシーカード事業（旧国内信販時代から継続して行ってきたクレジットカード事業）、「楽天MONEY Card」を含む消費者金融事業及び不動産事業の資産が残った楽天KCを、同日Jトラストに売却し、楽天KCはKCカード株式会社に商号変更した。

2014年6月25日、KCカードを会社分割し、KCカード事業、信用保証事業、料金収集業務を新設するケーシー株式会社に譲渡した上でケーシーの株式をヤフー及びソフトバンク・ペイメント・サービス（現：SBペイメントサービス）に譲渡すると発表。受け皿会社の設立手続きを行った上で、2015年（平成27年）1月5日付でその株式をソフトバンクグループに譲渡した。ケーシーはワイジェイカードに名称を変更し、以降、ソフトバンクグループの金融業者になった。この際、国内信販や楽天KC時代に生じた過払い金についても、ワイジェイカードに譲渡されている。

### 事業としての概要
現在のJトラストカードの事業の直接の前身会社は、1978年（昭和53年）に設立され、宮崎県内のみで営業していたアイ・シー・カード株式会社である。アイ・シー・カードは2010年（平成22年）3月28日に宮崎地方裁判所に民事再生法の適用を申し立て、新会社『NUCS（ナックス）』に移行した。NUCSは2014年（平成26年）3月28日付でJトラストの傘下に入った。

### Jトラストカードに名称変更後の概要
KCカードは、2015年1月5日付で商号をJトラストカード株式会社に変更。ワイジェイカードに譲渡したカード事業に代わって、NUCSが宮崎県内で行ってきた事業部門を受け継いだ。NUCSが発行していたクレジットカードは国際ブランドをVISAからマスターカードに変更し、三菱UFJニコス（NICOS部門）から加盟店・発行に関するライセンスを受けて『Jトラストカード』の名前で継続。一方で宮崎県内の自社加盟店網は維持しており、新規の会員募集も引き続き行っている。なおNUCSは同日付で貸金業を廃業した。

## 沿革

### 法人としての沿革
- 1963年（昭和38年）4月 - 鹿児島県にて信用開発株式会社を設立。
- 1964年（昭和39年） - 商号を鹿児島信販株式会社に変更。
- 1974年（昭和49年） - 福岡県に国内信販株式会社を設立。
- 1978年（昭和53年）4月 -  国内信販と鹿児島信販が合併し、国内信販株式会社となる。九州地方を拠点に営業を続ける。
- 1987年（昭和62年） - 宮崎マリーナ（船舶の販売、修理、保管など）を設立。
- 2002年（平成14年） - アドバンテッジ パートナーズとのMBOにより日本信販（現：三菱UFJニコス）グループより独立。
- 2005年（平成17年）
  - 10月 - 楽天株式会社と包括的な業務・資本提携を行い楽天グループの一員となる。商号を楽天KC株式会社に変更。
  - 12月 - VISA Internationalのスペシャルライセンシーとなる。（VISA発行権は楽天カードへ譲渡）
- 2006年（平成18年）11月 - 会社分割で個品あっせん（クレジット）事業をオリエントコーポレーションに承継。
- 2011年（平成23年）8月
  - 会社分割でカード事業のうち楽天カードに関する事業を楽天カード株式会社（楽天クレジット株式会社から社名変更）に承継させた後、楽天KC株式会社の株式をJトラスト株式会社へ売却した。
  - 商号をKCカード株式会社に変更。

### アイ・シー・カードおよびNUCSの沿革
- 1978年（昭和53年）2月 - 2月 宮崎市でアイ・シー・カード株式会社設立。
- 2010年（平成22年）
  - 3月 - アイ・シー・カードが民事再生手続き開始を申し立て、破綻。
  - 4月 - アイ・シー・カードの事業を引き継ぐ新会社「株式会社NUCS（ナックス）」を設立。
- 2014年（平成26年）3月 - NUCSがJトラストの傘下に入る。

### Jトラストカードに名称変更後の沿革
- 2015年（平成27年）1月 - KCカード株式会社の商号をJトラストカード株式会社に変更。また、会社分割で、KCカード事業、信用保証事業、料金収集業務を2014年7月設立のワイジェイカード（ケーシーから商号変更）に承継させた後、ワイジェイカードの株式をソフトバンクグループへ譲渡した。同時にNUCSも吸収分割を行い、Jトラストカードにクレジットカード事業を引き継がせた上で、貸金業を廃業した。
- 2020年（令和2年）11月 - SAMURAI&J PARTNERS株式会社（現:Nexus Bank株式会社）を株式交換完全親会社、当社を株式交換完全子会社とする株式交換によりSAMURAI&J PARTNERS株式会社（現:Nexus Bank株式会社）の完全子会社となる[5][6]。
- 2021年（令和3年）5月 - 商号をNexus Card 株式会社（英文表記：Nexus Card Co.,Ltd.）へ変更[7]。
- 2022年（令和4年）4月 - 親会社のNexus Bank株式会社がJトラスト株式会社の完全子会社となり、再びJトラストグループとなる。
- 2022年（令和4年）10月 - 岐阜支店、大阪支店開設[8]。
- 2023年（令和5年）11月 - 福岡支店開設[9]。
- 2023年（令和5年）12月 - 木場支店開設[10]。

## クレジットカード事業
現在は、在留外国人などを対象にした、デポジット方式の「Nexus Card」「Nexus Global Card」を発行している。

### 金利・手数料について
金利・手数料率としては、グレーゾーン金利の規制により、横並び傾向が高まったため、一般他社比で特異な点はない。

### 過去に発行していたカード
- KCカード（ワイジェイカード株式会社に移管）
- 楽天カード各種
- 福岡ソフトバンクホークスとの提携カード
- 千葉ロッテマリーンズとの提携のカード

## かつての関連会社
- 株式会社宮崎マリーナ - 楽天KC時代の2009年9月に有限会社AIDESSの経営者篠原三剛に経営権が移譲された[11]。
- アドアーズ株式会社（後の株式会社KeyHolder） - KCカード時代の2012年3月に業務提携を行い、レンタルDVD事業を行っていたが、2014年5月に提携を解消した[12]。

## かつてのCM出演者
- 杏里
- 井上順 - 国内信販時代に出演。九州では「KCカードの顔」として親しまれた。
- 上原多香子
- 加藤紀子
- CHAGE and ASKA

## かつての提供番組
全て国内信販時代のもの。
- 井上順のルンルンジャーニー（RKBラジオ）
- KC POP SHOT KYUSHU→SUNDAY POP SHOT（RKBラジオ / JRN九州6局ネット）
- KCてれほれ60分（南日本放送ラジオ）
- 水曜ドラマ（日本テレビ制作）（1995年4月〜1998年3月）
- よみうりテレビ制作月曜10時枠連続ドラマ（読売テレビ制作）（1998年4月〜2004年3月）
- ウェークアップ!（読売テレビ制作）（2004年4月〜不明）
- NNNニュースプラス1・サタデー（読売テレビ制作）
- とんねるずのハンマープライス（TOSテレビ大分)